# Казанський напрямок Московської залізниці
| Казанський напрямок МЗ           |                      |
| Країна                           | Росія                |
| Статус                           | діюча                |
| Роки роботи                      | з 1912               |
| Підпорядкування                  | Російські залізниці  |
| Експлуатаційна довжина залізниці | 157 км               |
| Ширина колії                     | 1 520 мм             |
| Тип електрифікації               | постійний струм 3 кВ |
|                                  |                      |

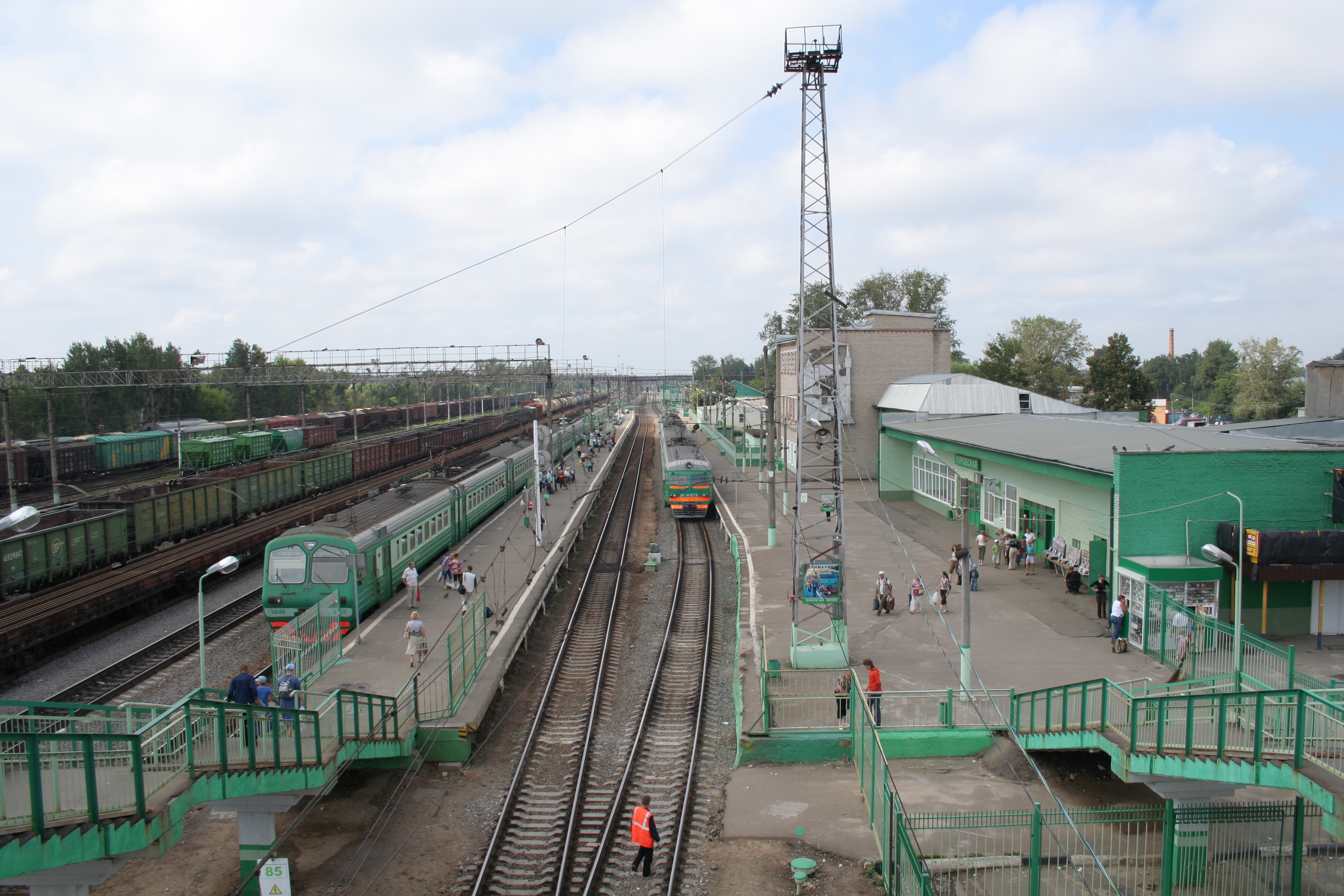
Станція Куровська

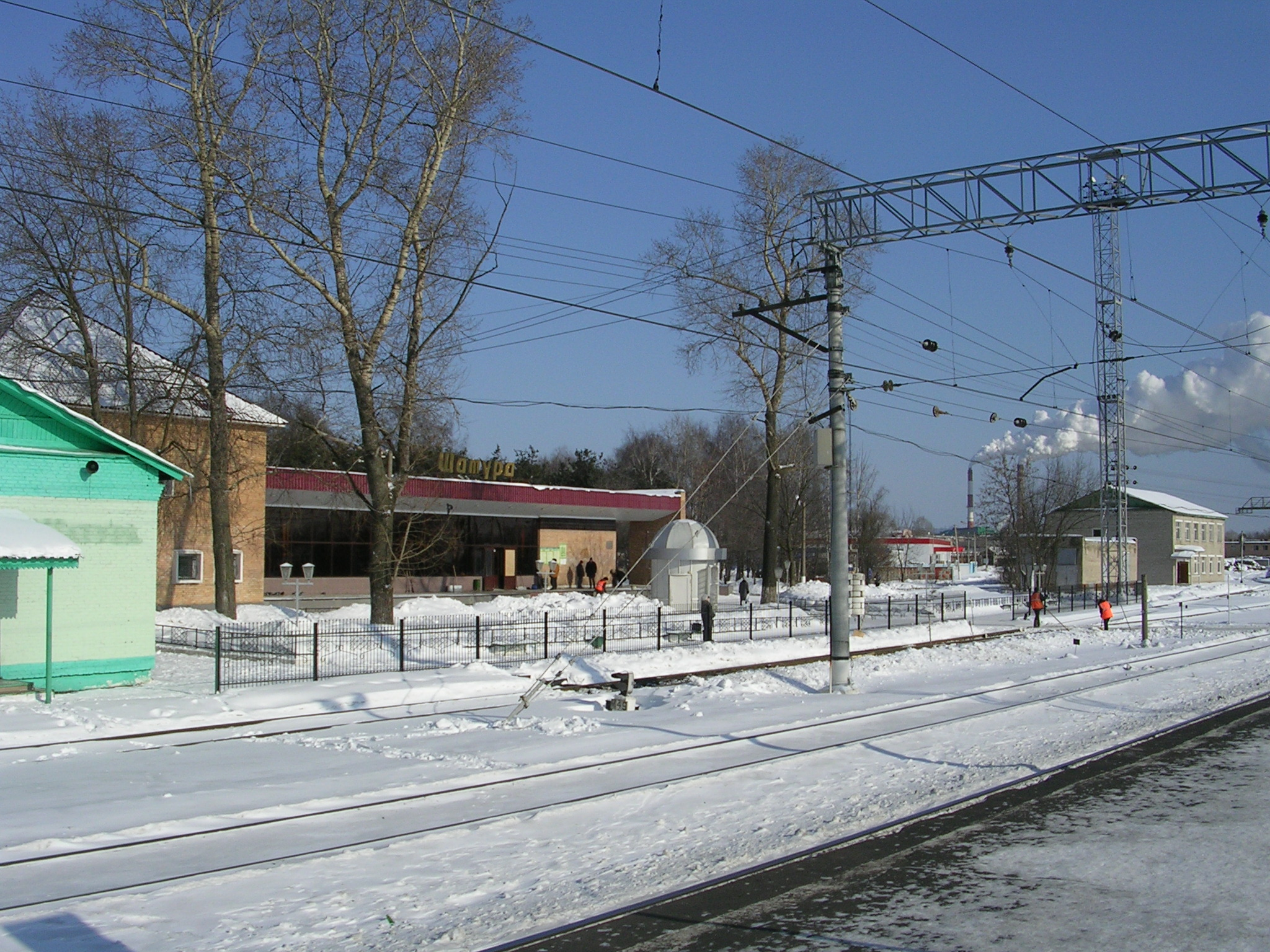
СтанціяШатура

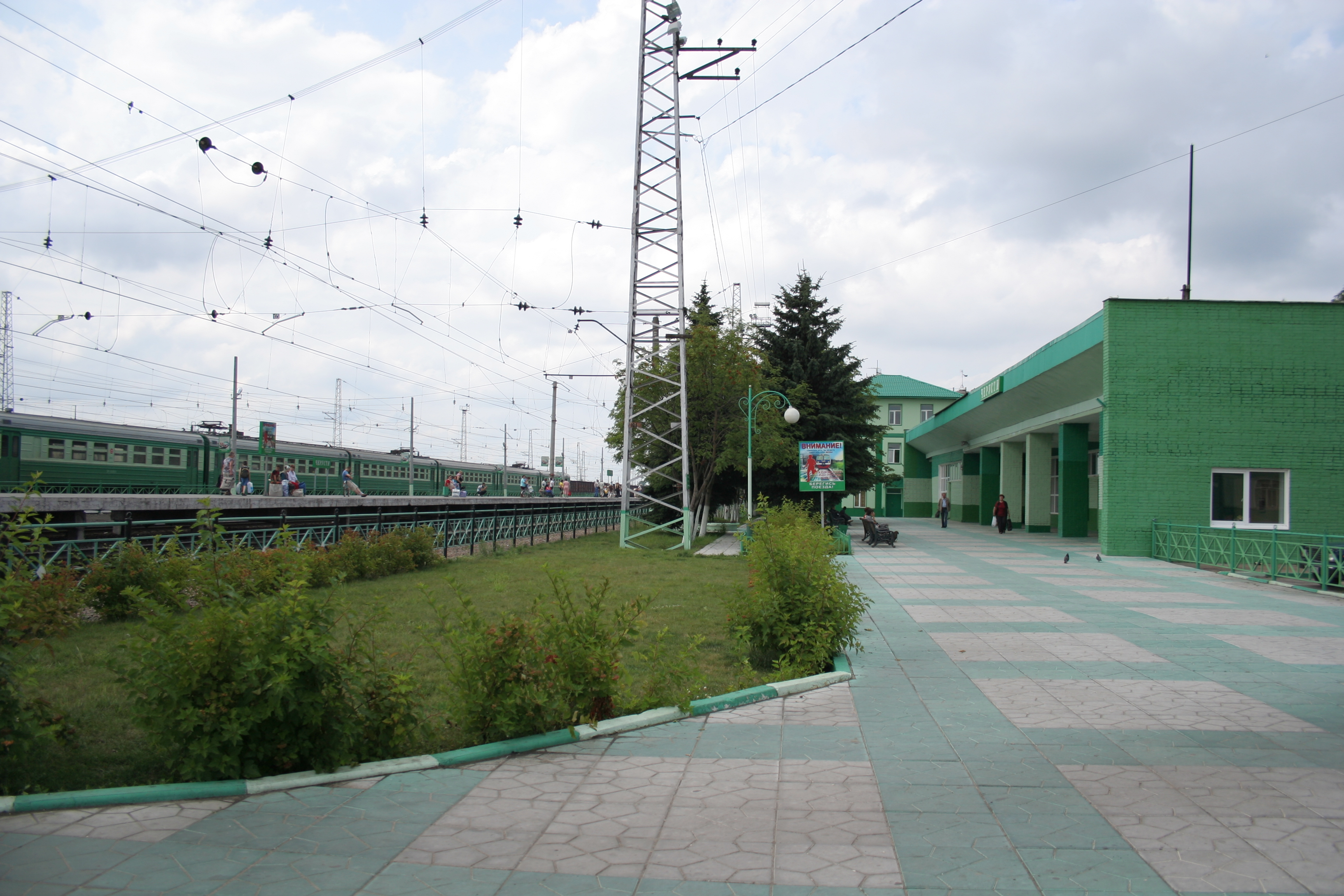
Станція Черусті

Казанський напрямок Московської залізниці — залізнична лінія на схід від Москви. Власне ця магістраль починається від станції Люберці I, де лінія, що прямує від Москва-Пасажирська-Казанська, розгалужується на два напрямки — південно-східний (Рязанський) та східний (Казанський). Проте головний хід — до станції Черусті в однойменному селищі в Шатурському районі Московської області — має відлік від Москва-Пасажирська-Казанська. Протяжність головного ходу — 157 км. Станція Черусті — крайня з Горьківською залізницею. Далі лінія через станцію стикування Вековка прямує в напрямку Арзамаса, Мурома та Казані. Кінцевою станцією приміських поїздів від Москви є Черусті Московської залізниці. Через максимальне плече електропотягів в 200 км прямі електрички до Вековки були скасовані в 2012 році. Від Черусті до Вековки курсують узгоджені з московськими електрички.
Казанським напрямком курсують приміські поїзди на Куровську, Єгор'євськ, Шатура, Черусті, пасажирські поїзди далекого прямування в міста Середнього Поволжя і деякі міста Уралу і Сибіру, а також основна маса вантажних поїздів до Сибіру і на Далекий Схід. Казанським напрямком прямує 30 електропоїздів на добу (приблизно 30% від загальної кількості електропоїздів на добу, курсуючих від Москва-Пасажирська-Казанська).
Маршрути:
- Москва-Пасажирська-Казанська — Куровська (12 електропоїздів, 1 експрес)
- Москва-Пасажирська-Казанська — Єгор'євськ (3 електропоїзди по вихідним, 2 по буднях)
- Москва-Пасажирська-Казанська — Шатура (5 електропоїздів, 1 експрес по буднях)
- Москва-Пасажирська-Казанська — Черусті (12 електропоїздів на добу)
- Курсує 5 поїздів «Черусті — Вековка», з них 4 Черуст— - Вековка (крім самої ранньої на Вековку) і всі 5 Вековка - Черусті узгоджені з електричками від і до Москви. У передсвяткові та святкові дні 2 електропоїзди прямують до Вековки.

Від самої розвилки з Рязанським напрямком на станції Люберці I до Гжелі паралельно лінії Казанської залізниці прокадена траса Егор'євского шосе.

## Історія
Казанський напрямок — наймолодша із залізничних магістралей Московського вузла. Рух від Москви до Черусті було відкрито в 1912 році — пізніше, ніж на всіх інших напрямках, в результаті будівництва колії від Люберець до Казані.
До цього залізничне сполучення Москви та Казані здійснювалося через Рязань.
В 1960 році ділянка Люберці I - Черусті увійшла до складу Московської залізниці, було електрифіковано на постійному струмі, вантажні та пасажирські поїзди стали водити електровозами депо Москва-Сортувальна. 12 жовтня того ж року від Москва-Пасажирська-Казанська в напрямку Куровської відійшов останній в історії МЗ приміський поїзд на паровозній тязі.
В 1972 році було відкрито двоколійний рух.
У той же час на змінному струмі була електрифікована ділянка від Арзамаса і Мурома в сторону Москви. В 1986 році в районі колишнього роз'їзду Вековка відбулося з'єднання двох відрізків магістралі, електрифікація яких відбувалася одночасно. Оскільки ділянка від Москви було електрифіковано постійним струмом, а зустрічна, від Мурома — змінним, на місці роз'їзду Вековка була побудована однойменна станція стикування.

## Сучасний стан
Сьогодні завдяки розвиненій інфраструктурі і найкоротшій відстані до Транссибу в порівнянні з Ярославським і Нижегородським ходами Казанський напрямок затребуваний як в пасажирських, так і в вантажних перевезеннях в східну частину країни.
Головний хід адміністративно відноситься до Московсько-Курського регіону Московської залізниці.
Приміське пасажирське сполучення на Казанському напрямку обслуговується моторвагонним депо ТЧ-26 Куровське.